# مهدی فلاح
مهدی فلاح (زادهٔ ۱۳۳۵ در بابل) خوشنویس، خواننده و نوازنده اهل ایران است.

## زندگی هنری
«مهدی فلاح» در ۱۹ مهر ۱۳۳۵ در بابل متولد شد. او هنرمندی است که هم در خوشنویسی و هم در موسیقی ایرانی فعالیت حرفه‌ای دارد.

از جمله استادان او در موسیقی، آواز و شعر می‌توان به «محمدرضا شجریان»، «حسین عمومی» و فریدون مشیری اشاره نمود.

او در زمینه خوشنویسی از محضر «سید حسن میرخانی» و «غلامحسین امیرخانی» بهره برده‌ است.
آثار خوشنویسی مهدی فلاح در نمایشگاه‌های متعدد انفرادی و گروهی در داخل و خارج از ایران به نمایش درآمده است.

او خوانندگان زیادی را در موسیقی ایران تعلیم داده‌ است که از جمله آنان می‌توان به علیرضا قربانی، حوروش خلیلی، مهسا وحدت، سپیده رئیس سادات، پدرام بلورچی، و بهرخ شورورزی اشاره نمود.

## فعالیت‌های خوشنویسی
برخی از فعالیت‌های «مهدی فلاح» در زمینه خوشنویسی عبارتند از:
- استاد انجمن خوشنویسان ایران
- داری مدرک درجه یک هنری
- مدرس انجمن خوشنویسان بابل
- سرپرست انجمن خوشنویسان مازندران
- عضویت در شورای عالی انجمن خوشنویسان ایران
- مسئول کمیسیون فرهنگی هنری انجمن خوشنویسان ایران
- برپایی نمایشگاه در کشورهای مختلف نظیر:
انگلیس (۱۳۶۶)، شوروی سابق (۱۳۷۰)، انگلیس، فرانسه و آلمان (۱۳۷۱)، کانادا (۱۳۷۲)، کانادا و امارات متحده عربی (۱۳۷۴)، کانادا و آمریکا (۱۳۷۶)، کانادا و آمریکا (۱۳۷۸)
- برگزاری نمایشگاه نقاشی خط و خطاطی با عنوان «نغمه قلم»[۱۲] برای نخستین بار در ایران - فرهنگ‌ سرای نیاوران تهران (۱۳۹۴)

## فعالیت‌های موسیقی
برخی از فعالیت‌های «مهدی فلاح» در زمینه خوانندگی و آواز عبارتند از:
- آلبوم موسیقی «بیکران» به آهنگسازی مجید درخشانی
- آلبوم موسیقی «گَوَن» با آثاری از جلال ذوالفنون، جمشید عندلیبی، زیدالله طلوعی
- آلبوم موسیقی «بهانه تو» به آهنگسازی ناصر ایزدی[۱۳]
- تدریس آواز ایرانی